# Nguyễn Ngọc Huy
Nguyễn Ngọc Huy (2 novembre 1924 - 28 juillet 1990) est un homme politique et un universitaire vietnamien. Il fut l'un des fondateurs du parti Tân Đại Việt (Néo Dai Viêt) et premier secrétaire général de ce parti. Il fut également le secrétaire général du Mouvement national progressiste (Phong trào Quốc gia Cấp tiến / National Progressive Movement) et membre de la délégation de la République du Viêt Nam (Sud Vietnam) aux pourparlers de Paris pour mettre fin à la guerre du Viêt Nam.

## Enfance et éducation
Il est né le 2 novembre 1924 à l'Hôpital indigène de Cochinchine (aujourd'hui Bệnh viện Chợ Rẫy) à Cholon. Sa famille est originaire du village de Mỹ Lộc, arrondissement de Tân Uyên dans la province de Biên Hòa. Dans son enfance, il fut scolarisé dans la commune de Mỹ Lộc puis à Tân Uyên avant de partir étudier à Saigon au Lycée Petrus Ky,.

## Premiers pas en politique
En 1943, il fut secrétaire administratif à Cần Thơ. C'est dans cette ville qu'il adhéra au Đại Việt Quốc dân Đảng (Parti du Grand Viêt Nam) au début de l'année 1945 et intégra le comité de pays du parti au Sud,.
Lorsque les Français se lancèrent à la reconquête de l'Indochine par Saigon à partir de septembre 1945, il participa à la résistance pendant une courte période. Il revint à Saigon en 1946 pour travailler dans une bibliothèque. C'est à cette époque qu'il commença à rédiger des articles politiques sous différents pseudonymes (Việt Tâm, Hùng Nguyên, Cuồng Nhân, Ba Xạo) dans les deux journaux du Parti, Thanh Niên [Jeunesse] et Đuốc Việt [La torche vietnamienne]. En particulier, il rédigea les fondements d'une nouvelle doctrine nationaliste qui se voulait scientifique.
Lorsque les Français cherchèrent à rétablir le contact avec les organisations politiques nationalistes pour contrer le Viêt Minh communiste, il décida, avec de nombreux autres membres, de sortir de la clandestinité dans laquelle se trouvait confiné le parti. En 1949, il fut chargé de l'instruction politique à l’École des Cadres de la Jeunesse à Nha Trang. En 1950, il publia le recueil de poésies Hồn Việt (L'âme vietnamienne) sous le pseudonyme Đằng Phương. Sous couvert de rendre hommage aux héros historiques du Viêt Nam, il y exprima un fort patriotisme.
En 1951, il fut promu dans le Nord pour poursuivre ses activités d'instructeur au sein du mouvement de jeunesse du parti Đại Việt : les Thanh niên Bảo quốc Đoàn (Jeunesses pour la protection de la Patrie). Celles-ci furent démantelées par l’État vietnamien de S. M. Bao Dai peu de temps après l'assassinat du Général Chanson à Sadec par un jeune caodaïste affilié au mouvement. Il retourna alors à Saigon en 1953 pour enseigner la littérature à l'école privée Lê Bá Cang.

## Premier exil
Après les Accords de Genève qui mirent fin à la guerre d'Indochine (21 juillet 1954), il dut se rendre en France pour échapper à la répression du nouveau pouvoir de Jean-Baptiste Ngô Đình Diệm. En effet, ce pouvoir avait lancé une offensive contre les autres forces nationalistes concurrentes dans le but de rétablir l'ordre et d'établir un État fort au Sud. Les partis nationalistes traditionnels du Đại Việt et du Parti national du Viêt Nam (VNQDĐ) furent poursuivis et leurs maquis démantelés par l'armée régulière. Nguyễn Ngọc Huy rejoignit alors le docteur Nguyễn Tôn Hoàn (1917-2001), chef du parti Đại Việt au Sud, exilé à Paris. Il seconda Hoàn au restaurant La Rivière des parfums (Sông Hương) rue de la montagne Sainte-Geneviève dans le cinquième arrondissement.
Installé en France, il en profita pour poursuivre ses études de sciences politiques à l'Université de Paris. Il reçut successivement son diplôme d'études politiques en 1958, sa licence de droit et de sciences économiques en 1959, son diplôme d'études supérieures en politique en 1960 et son doctorat en sciences politiques en 1963.

## Retour au pays et deuxième exil
À la suite du renversement du régime diemiste par les militaires et l'assassinat du président Ngô Đình Diệm et de son frère Nhu, Nguyễn Ngọc Huy rentra au pays. Peu de temps après, Nguyễn Tôn Hoàn revint également pour participer au gouvernement du général putschiste Nguyễn Khánh, président du Conseil militaire révolutionnaire. Hoàn fut nommé vice-Premier ministre chargé de la pacification et Huy devint son chef de cabinet. Mais cette idylle avec les militaires tourna court car Nguyễn Tôn Hoàn démissionna peu après pour protester des pleins pouvoir que le général Nguyễn Khánh s'octroyait à travers le projet de la Constitution de Vũng Tàu. Huy démissionna également. En septembre 1964, il s'exila de nouveau, cette fois-ci à Hong Kong. En octobre 1964, il se rendit au Japon. Après cet échec probant du Đại Việt au pouvoir, Nguyễn Tôn Hoàn décida de quitter la scène politique sud-vietnamienne en se rendant au Japon, puis en France et enfin aux États-Unis où il devait rester définitivement. Il laissa la direction du parti au Sud à Nguyễn Ngọc Huy.

## Fondation du Parti Néo Dai Viêt et nouvelles alliances

Drapeau du Parti Tân Đại Việt

Le 26 octobre, un Haut Conseil national fut créé avec à sa tête par Phan Khắc Sửu (chef d’État) et Trần Văn Hương (Premier ministre). La mise en place d'un nouveau gouvernement civil permit à Nguyễn Ngọc Huy de retourner dans son pays et d'y reprendre ses activités politiques. Mais les divisions au sein du Parti Đại Việt étaient telles que celui-ci implosa. Le 14 novembre 1964, Huy ainsi qu'un certain nombre de membres du parti, de jeunes cadres originaires pour la plupart du Sud, fondèrent une nouvelle organisation politique nommé Néo Đại Việt. Celle-ci se plaça résolument dans le camp des démocrates et Huy fut nommé à la tête de l'organisation. La même année, il rénova la doctrine initiale du fondateur historique du parti, Trương Tử Anh, pour poser les bases théoriques d'un nationalisme scientifique et lutter pour la démocratisation du régime sudiste. Il publia en deux volumes une somme intitulée Dân tộc sinh tồn: Chủ nghĩa Quốc gia Khoa học (La survivance du peuple, un nationalisme scientifique),.
Il ouvrit le champ des alliances en créant avec Nguyễn Văn Bông (1929-1971) le Mouvement national progressiste (Phong trào Quốc gia Cấp tiến) en 1969, une organisation de masse liée au Tân Đại Việt, dans le but d'attirer d'autres groupes politiques et de coopérer pour la démocratisation du Sud,. Malheureusement, l'organisation fut fortement affectée par l'assassinat de Nguyễn Văn Bông, son président, tué dans un attentat à la bombe perpétré par le Viêt Công en plein Saigon.
En 1969, il fut un des membres fondateurs puis coprésident de l'Alliance Nationale Social-Démocrate (Liên minh Quốc gia Dân chủ Xã hội), un front rassemblant six organisations politiques d'opposition avec pour objectif de promouvoir la démocratie au Sud.
Toutes ces organisations ne survécurent pas à la chute de Saigon. Interdites par le nouveau pouvoir communiste, les membres du Tân Đại Việt furent pourchassés à l'instar des autres organisations politiques non communistes.

## Négociateur et universitaire
En 1965, Nguyễn Ngọc Huy commença ses enseignements en Sciences politiques à l'Institut National d'Administration (sorte d'ENA sud-vietnamien). Il divulgua ses enseignements dans de nombreux établissements universitaires à Dalat, Hue, Cantho et dans les universités Minh Duc, Van Hanh, à l'université de Pédagogie de Saigon ou dans les écoles militaires et services de la Défense nationale de la Seconde République du Viêt-Nam (Sud).
En 1974, il fut l'un des fondateurs de l'école supérieure de commerce Minh Tri, créée sur le modèle de HEC Paris.
En 1967, sur le plan politique, il rejoignit le Conseil Populaire Militaire. De 1968 à 1970, il fut membre de la délégation de la Seconde République du Viêt Nam chargée d'engager des pourparlers à Paris avec le Nord Viêt Nam. Il participa en 1973 aux négociations de La Celle Saint Cloud,.

## Troisième exil et lutte à l'extérieur du pays

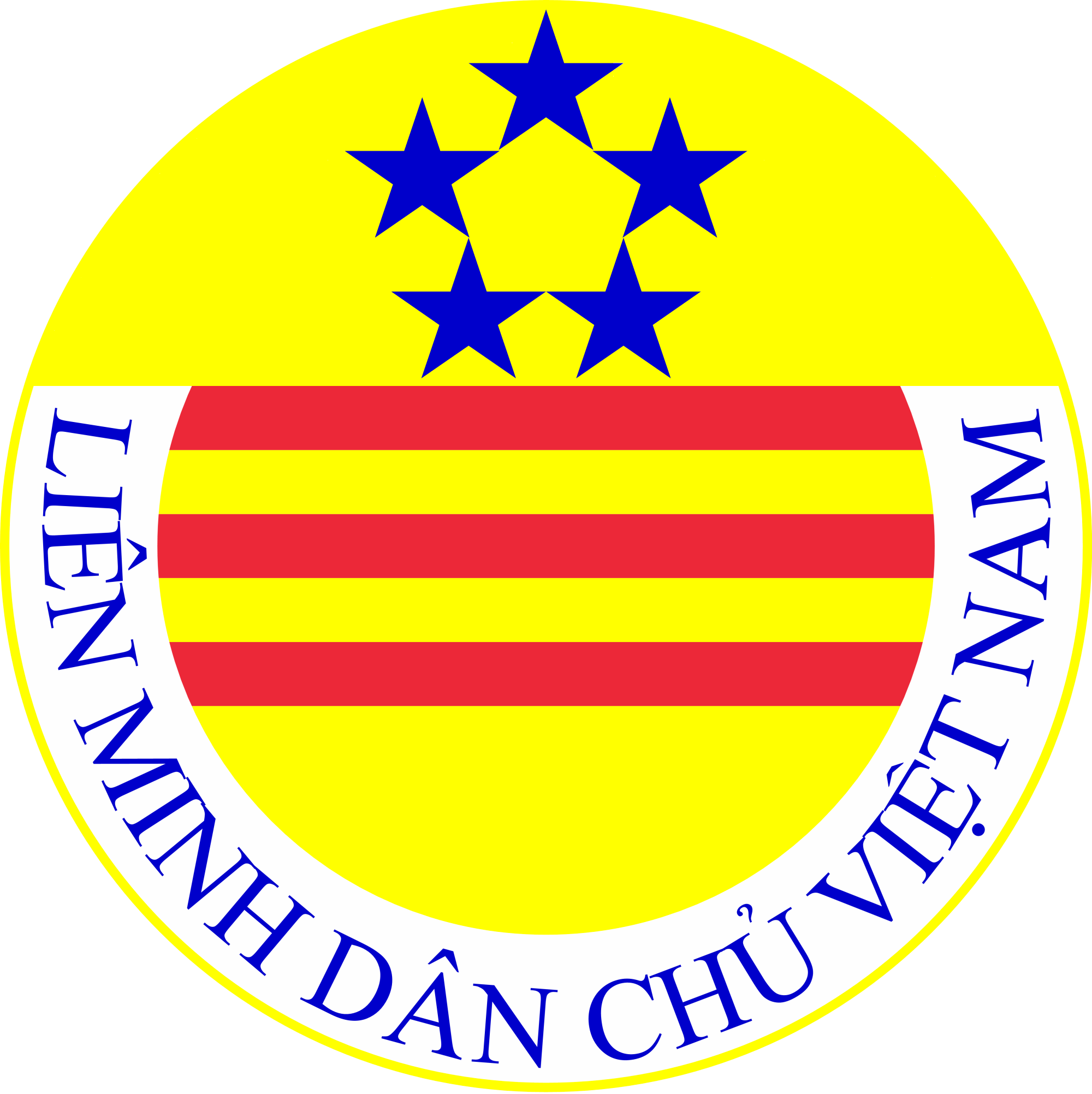
Sigle de l'Alliance pour la Démocratie au Viêt-Nam

Après 1975, il se réfugia en exil aux États-Unis et reprit les chemins de la recherche académique. Il fut accueilli à l'université Harvard pour mener une grande étude sur le code vietnamien Hồng Đức en compagnie du professeur Tạ Văn Tài. Le code fut traduit et annoté par les deux chercheurs et publié en 1987.
En 1981, n'abandonnant pas la politique, Nguyễn Ngọc Huy rassembla d'anciens membres du Mouvement national progressiste et d'autres personnalités politiques pour fonder l'Alliance pour la Démocratie au Viêt Nam (Liên minh Dân chủ Việt Nam - Alliance for Democracy in Vietnam) qu'il dirigea. En 1986, pour assurer une assise internationale à ce mouvement, il créa le Comité International pour un Vietnam Libre (CIVL) (Ủy ban quốc tế Yểm trợ Việt Nam tự do) dont il devint membre d'honneur.
Le 28 mai 1988, il organisa avec l'ancien ambassadeur Bùi Diễm une réunion des différents responsables du Đại Việt à San Jose pour tenter en vain d'unifier le parti alors divisé en trois factions.
Le 28 avril 1990, malade d'un cancer, Nguyễn Ngọc Huy devait décéder à Paris après une vie politique bien remplie laissant derrière lui de nombreux travaux de référence sur la culture politique de la Chine ancienne, sur la géopolitique et l'histoire contemporaine du Viêt Nam.